# Cerithium atratum
Cerithium atratum es una especie de molusco gastrópodo marino de la familia Cerithiidae, que actualmente vive en las costas del Océano Atlántico, desde el sur de los Estados Unidos de América hasta el sur de los Estados Unidos del Brasil.

## Distribución
Cerithium atratum a lo largo de la costa del Océao Atlántico occidental, desde Carolina del Sur (Estados Unidos) hasta Santa Catarina (Brasil).Se ha descripto su presencia en el norte de Argentina, aunque esos ejemplares serían fósiles de antigüedad pleistocénica.

## Descripción
La longitud máxima registrada del caparazón es 50 mm. 

## Hábitat
Es una especie epifaunal (que vive sobre el sustrato) que habita sustratos blandos a consolidados, incluyendo acumulaciones de conchas. Es herbívoro y también se alimenta de detritos orgánicos; Excava superficialmente cuando no se está alimentando. Vive en zonas intermareales (es decir, en el espacio comprendido entre la marea alta o pleamar y la marea baja o bajamar) y submareales (es decir, debajo de la marea baja, siempre cubierto de agua), en hábitats con algas y una diversidad ecológica alta. Eso comprende bahías protegidas, estuarios, praderas submarina y arrecifes de coral. La profundidad mínima registrada para esta especie es de 0 m; la profundidad máxima registrada es de 91 m. 